# Недільченко Яків
Яків Неді́льченко (дати народження і смерті невідомі) — український майстер гутного скла XVIII століття.
Разом з батьком і дядьком Миколою Пушковським утримував підприємство в селі Гуті (тепер Чернігівська область, Україна), що почало діяти у 1738 році.
Впроваджував у виробництво найкоштовніші форми побутового посуду — карафки, келихи, оздоблені смужками матового золота й малюнками, виконаними кольоровими емалями.